# Neomegalotomus rufipes
Neomegalotomus rufipes är en insektsart som först beskrevs av John Obadiah Westwood 1842.  Neomegalotomus rufipes ingår i släktet Neomegalotomus och familjen krumhornskinnbaggar. Inga underarter finns listade i Catalogue of Life.